# Nortjärnarna (Älvdalens socken, Dalarna, 678091-139753)
Nortjärnarna är en sjö i Älvdalens kommun i Dalarna och ingår i Dalälvens huvudavrinningsområde.